# Bojongsari (Indramayu)
Bojongsari is een bestuurslaag in het regentschap Indramayu van de provincie West-Java, Indonesië. Bojongsari telt 5030 inwoners (volkstelling 2010).